# War Operation: Full Contact
War Operation: Full Contact est un futur jeu de tir à la troisième personne développé et édité par Longmire Studio. Le jeu se déroule principalement en Irak durant l'invasion de 2003 et dans le Moyen-Orient,.
Il met en scène la garde républicaine irakienne, les Fedayins Saddam et les soldats américains dans le contexte de la chute de Bagdad dans des environnements locaux comme le square Firdos.

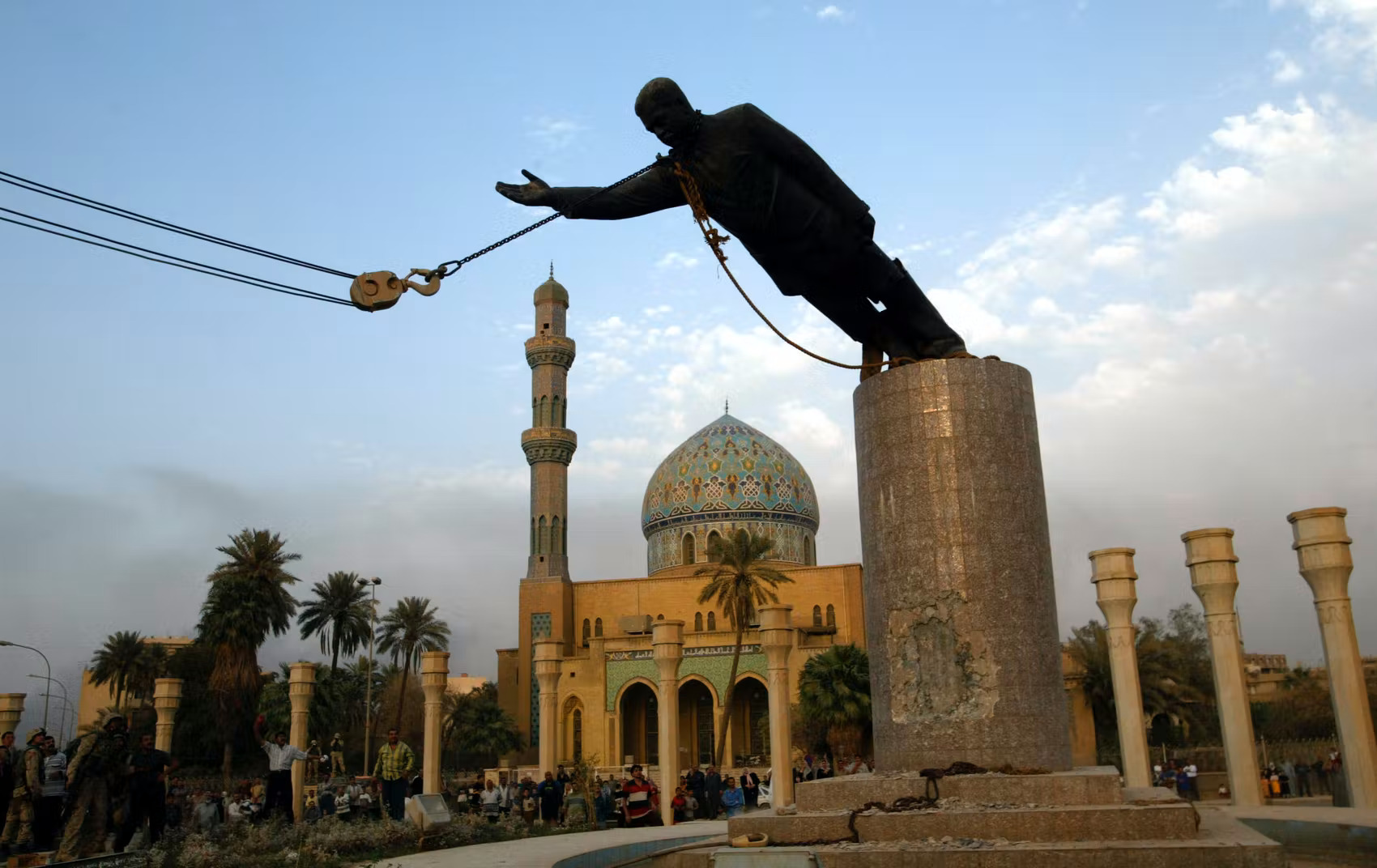
Le jeu inclut la reproduction de la place Firdos, à Bagdad en 2003, avec une statue de Saddam Hussein.